# Измайлов, Аскер Джафарович
Аскер Джафарович Измайлов (Исмаилов) (азерб. Əsgər Cəfər oğlu İsmayılov, 1 апреля 1905, Тифлис — 13 ноября 1983) — азербайджанский советский кинооператор-постановщик игрового и документального кино, заслуженный деятель искусств Азербайджанской ССР (1964).

## Биография
В 1928 году поступил в Высший художественно-технический институт в Москве. Два года спустя был переведен и в 1936 году окончил операторский факультет ВГИКа. Вернулся в Баку.
Дебютировал в 1936 фильмом «Алмас». Работал на Бакинской киностудии.

## Избранная фильмография
- 1932 — Директивный бант (совместно с М. Мустафаевым, Азерфильм)
- 1936 — Алмас (совместно с И. Фроловым, Азгоскино)
- 1939 — Крестьяне (совместно с Д. Фельдманом, Азерфильм)
- 1941 — Сабухи (совместно с Д. Фельдманом, Бакинская киностудия)
- 1942 — Сувенир (короткометражный, Бакинская киностудия)
- 1943 — Одна семья (совместно с Али-Сэттаром Атакшиевым и Т. Лебешевым, Бакинская киностудия)
- 1955 — Бахтияр / Любимая песня Бакинская киностудия)
- 1956 — Чëрные скалы (совместно с Х. Бабаевым, Бакинская киностудия)
- 1958 — Тени ползут (Азербайджанфильм)
- 1960 — Незаконный заработок (короткометражный, Азербайджанфильм)
- 1961 — Странная история (короткометражный, Азербайджанфильм)
- 1970 — Под палящим солнцем (Узбекфильм)
- 1971 — Порыв (Узбекфильм)
- 1972 — Навстречу тебе (Узбекфильм)

Снял также несколько хроникально-документальных фильмов.